# 28975 Galinborisov
28975 Galinborisov è un asteroide della fascia principale. Scoperto nel 2001, presenta un'orbita caratterizzata da un semiasse maggiore pari a 2,680283 UA e da un'eccentricità di 0,006666, inclinata di 14,099286° rispetto all'eclittica. Ha un diametro di 2,767 km.